# Восточне (Уланський район)
Восто́чне (каз. Восточное) — село у складі Уланського району Східноказахстанської області Казахстану. Адміністративний центр Усть-Каменогорського сільського округу.
Населення — 284 особи (2021; 401 у 2009, 578 у 1999, 1017 у 1989).
Національний склад станом на 1989 рік:
- росіяни — 100 %